# Paul Winzer
Paul Winzer, também conhecido como "Walter Mosig", nascido em Cottbus em 24 de junho de 1908 e desaparecido após a Segunda Guerra Mundial, foi um diplomata e policial alemão, membro da Gestapo e um dos líderes do campo de concentração de Miranda de Ebro (Castela, Espanha) durante a ditadura de Franco. Ele também foi o chefe da Gestapo na Espanha de Franco.

## Biografia

### Formação e primeiros anos
Ele nasceu em Cottbus em 1908 e estudou Direito nas universidades de Breslau e Berlim, mas não completou seu Abschluss - grau -; ele falhou nos exames finais duas vezes e não conseguiu completar a licenciatura. Em abril de 1932 ingressou no Partido Nazista (com o nº 1.106.851). Logo após a ascensão nazista ao poder, em 1933 Winzer afiliou-se à Schutzstaffel (SS). Ingressou na Kriminalpolizei em 1934.

### Na Península Ibérica

#### Atribuído à embaixada da Alemanha nazista na Espanha
Em maio de 1936 foi designado para a embaixada alemã em Madri, por desejo expresso de Heinrich Himmler de investigar os comunistas e anarquistas espanhóis. Em 18 de julho, quando ocorreu o golpe da Guerra Civil, Winzer estava em Barcelona, onde assistia aos esquerdistas alemães participando das Olimpíadas Populares. Depois de ficar lá por alguns dias, Winzer embarcou em um navio a vapor italiano e voltou para a Alemanha. No entanto, quando a Alemanha nazista, que participou na guerra junto às forças de Franco,  imediatamente reconheceu a legitimidade franquista, Winzer foi novamente enviado à Espanha com o novo embaixador, Wilhelm Faupel, como adido de polícia na embaixada alemã, no posto de Kriminalkommissar.

#### Chefe da Gestapo na Espanha e campos de concentração
Após sua chegada à Espanha controlada pelos "sublevados", ocupou vários cargos. Winzer supervisionou o Campo de Concentração Miranda de Ebro, construído por forças fascistas inspirado nos campos de concentração alemães, como o da sua cidade natal, e por sua vez o de Miranda de Ebro serviu de teste para os campos nazistas na Europa Central. Alguns autores apontam para Winzer como um dos designers da estrutura do campo, enquanto outros apontam para ele como o designer de todo o sistema de campos de concentração franquista.
No entanto, Winzer também realizava atividades além de suas funções teóricas. Por exemplo, ele cooperou com outros funcionários da embaixada nos planos de construir uma refinaria de petróleo alemã em Santa Cruz de Tenerife (ilhas Canárias) com vistas a usá-la em uma futura guerra; foi também responsável pela formação da nova polícia política (brigada político-social) do regime de Franco. Após a assinatura de um acordo de cooperação policial entre a Espanha de Franco e a Alemanha no ano de 1938 (que estabeleceu a extradição mútua de "criminosos políticos" presos em ambos os países), o poder de Winzer na Espanha aumentou consideravelmente. Após o fim da guerra civil, um acordo posterior reforçou ainda mais seu poder, e também permitiu a instalação na Espanha de uma rede de agentes do Sicherheitsdienst (SD) sob a supervisão do próprio Winzer. A rede sob sua supervisão era composta por cerca de 30 agentes que se espalhavam por toda a Península Ibérica.

#### Espionagem na Segunda Guerra Mundial
Após o fim da Guerra Civil, Winzer continuou na Espanha e mudou-se para Madri, junto com a delegação diplomática alemã. Quando a Segunda Guerra Mundial começou, ele se tornou um dos principais contatos de Walter Schellenberg, o chefe de inteligência e contra-inteligência alemão. Como adido de polícia, suas funções também incluíam o monitoramento da colônia alemã residente na Espanha. Winzer, por exemplo, sempre desconfiou do Delegado do Ministério da Propaganda na Embaixada de Madri, Josef Hans Lazar, que, apesar de ser de origem judaica, realizou uma grande campanha de propaganda na Espanha em favor da Alemanha nazista. O poder de Winzer estendeu-se também a Portugal, chegando mesmo a estabelecer contactos com a polícia da ditadura de Salazar. Ele chegou a traçar um plano para sequestrar e/ou assassinar Otto Strasser,  um ex-nazista que se voltou contra o regime em Portugal. No início de 1945 ainda estava na embaixada em Madrid. Após o fim da Segunda Guerra Mundial, seu paradeiro é desconhecido.

### Outros artigos
- Nazismo
- Fascismo
- Franquismo
- Campos de concentração
- Campos de concentração nazistas
- Terror Branco franquista